# HD 89455
HD 89455，又名BD-11 2851，SAO 155894、HR 4055，是一颗恒星，视星等为6，位于銀經255.04，銀緯35.83，其B1900.0坐标为赤經10h 14m 22.2s，赤緯-12° 35.83′ 34″。